# Џек Ратер
Џек Ратер (енгл. John Devereaux Wrather Jr.; Амарило, 24. мај 1918 — 12. новембар 1984) је био предузетник и нафтни бизнисмен који је постао телевизијски продуцент, а касније се диверсификовао улагањем у радио станице и одмаралишта. Најпознатији је по продукцији Усамљени ренџер, Наредник Престон из Јукона и Леси из 1950-их, као и по супрузи Бонити Гранвил. Финансирао је и поседовао хотел Дизниленд у Анахајму. 
Волт Дизни га је задужио да изгради хотел након што је завршен тематски парк Дизниленда. Хотел је завршен 1955. године и убрзо је постигао успех Дизниленда. Када је Дизни касније предложио да купи хотел, Ратер је одбио да га прода. Године 1987. Дизни је купио половину удела у Wrather Corporation, а другу половину 1988. Дизни је задржао хотел, али је распродао већину друге имовине која је сада у власништву DreamWorks Classics.

## Филмографија

### Филмови
- The Guilty (1946)
- High Tide, Perilous Water (1947)
- Strike it Rich (1948)
- Guilty of Treason (1949)
- The Lone Ranger and the Lost City of Gold (1958)
- The Magic of Lassie (1978)
- The Legend of the Lone Ranger (1981)[3]

### ТВ емисије
- The Lone Ranger (1949—57)
- Lassie (1957—74)
- Sergeant Preston of the Yukon (1955—58)[4]